# 벤 우드번
벤저민 "벤" 우드번(Benjamin "Ben" Woodburn, 1998년 10월 15일, 잉글랜드, 노팅엄 ~ )은 웨일스의 축구 선수로, 현재 프레스턴 노스 엔드에서 뛰고 있다.